# Collado Villalba
Collado Villalba település Spanyolországban, Madrid tartományban. Collado Villalba Alpedrete, Collado Mediano, Moralzarzal, Galapagar és Guadarrama községekkel határos. Lakosainak száma 66 698 fő (2024).

## Népesség
A település népessége az utóbbi években az alábbiak szerint változott:
| Lakosok száma | 44 872 | 50 695 | 52 886 | 55 027 | 61 955 | 62 587 | 62 152 | 63 679 | 64 263 | 66 698 |
|               | 2001   | 2004   | 2007   | 2009   | 2012   | 2014   | 2017   | 2019   | 2022   | 2024   |